# Тахома (Калифорнија)
Тахома (енгл. Tahoma) насељено је место без административног статуса у америчкој савезној држави Калифорнија.

## Демографија
По попису из 2010. године број становника је 1.191.
| Група             | 2000.    | 2010.         |
| Белци             | 0 (0,0%) | 1.090 (91,5%) |
| Афроамериканци    | 0 (0,0%) | 6 (0,5%)      |
| Азијати           | 0 (0,0%) | 14 (1,2%)     |
| Хиспаноамериканци | 0 (0,0%) | 51 (4,3%)     |
| Укупно            | 0        | 1.191         |